# 新华财经媒体
新华财经媒体有限公司(简称“新华财经媒体”)总部位于中国北京，是东京证券交易所创业板上市公司，编号9399。该公司业务涉及电子媒体广告、平面广告、内容服务、综合广告和市场调查领域，并透过电视、广播、报纸、杂志等管道，服务中国快速增长的高端人口。

## 历史
新华财经媒体的母公司新华财经(金融)属于新华社所有。